# Ahmesz-Szitamon
Ahmesz-Szitamon vagy Szitamon („A Hold gyermeke, Ámon leánya”) az ókori egyiptomi XVIII. dinasztia hercegnője, I. Jahmesz fáraó és Ahmesz-Nofertari leánya. Egy kolosszusa állt a karnaki templom nyolcadik pülónja előtt.
Szitamon múmiáját a DB320-as sírban találták meg, ahová több királyi múmiát is költöztettek később a sírrablók elől. Ma a kairói Egyiptomi Múzeumban van.
Címei: Az isten felesége; A király leánya; A király testvére.